# Vivian H. H. Green
Vivian Hubert Howard Green (18 de noviembre de 1915 - 18 de enero de 2005) fue miembro y rector del Lincoln College, Oxford, sacerdote, autor, profesor e historiador. También fue célebre por su influencia en su alumno en la Escuela Sherborne y más tarde en el Lincoln College, John le Carré, quien en 1995 lo reconoció como uno de los modelos de interiores para su personaje de maestro de espías George Smiley.

## Primeros años y educación
Green nació en 101, Thurlby Road, Wembley, Middlesex, Inglaterra, de Hubert James Green, un empleado de papelería legal (hijo de un maestro sastre), y Edith Eleanor Playle, de soltera Howard, hija de un funcionario. Los Green tenían una tienda de comestibles y confitería en Shanklin en la Isla de Wight, donde vivía la familia de Edith Green, desde finales de la década de 1920, y anteriormente tenían una confitería en Wembley. Después de unos años, la familia se estableció en Minehead en Somerset; la familia era moderadamente próspera y la madre de Green tomó un trabajo adicional en un hogar para ancianos para ayudar a enviar a su hijo a Bradfield College, Berkshire. Luego ganó una beca de Goldsmith para Trinity Hall, Cambridge (1933), donde logró una primicia en los Tripos. En Trinity Hall, se especializó en historia eclesiástica y se convirtió en Lightfoot Scholar. El trabajo de posgrado se realizó con una beca Gladstone para la biblioteca de St Deiniol , Hawarden , seguido de un período de conferencias sobre historia eclesiástica en St Augustine's College, Canterbury . Cuando se le preguntó si había considerado presentarse a los exámenes para la ordenación, señaló que esto plantearía problemas ya que él era el responsable de corregirlos, pero fue ordenado en 1939 por el arzobispo de Canterbury, Cosmo Gordon Lang.

## Carrera eclesiástica y académica
- 1939-1948 Miembro, St Augustine's College, Canterbury
- 1939 ordenado diácono
- 1940 Ordenación Sacerdotal
- 1940–42 Capellán, Exeter School y St Luke's College, Exeter
- 1942-1951 Capellán y asistente del maestro, Sherborne School
- 1951–69 Capellán, Lincoln College, Oxford
- 1951-1983 Becario y tutor de historia
- 1970–83 Subrrector
- 1972-1973 Rector interino
- 1983–87 Rector
- 1987–2005 Miembro honorario

Green fue el único miembro de Lincoln que votó en contra de que la universidad aceptara mujeres, pero permaneció en el cargo después de la votación en 1979, convirtiéndose en rector en 1983. Calendarios, en Burford, para el hogar de ancianos Old Prebendal House en Shipton-under-Wychwood, cerca de Burford, donde murió. Está enterrado en el cementerio de la iglesia de St Oswald, Widford, Oxfordshire.

## Libros publicados
- Bishop Reginald Pecock: A Study in Ecclesiastical History and Thought. 1945.
- The Hanoverians, 1714–1815. 1948.
- From St Augustine to William Temple. 1948.
- Renaissance and Reformation. 1952.
- The Later Plantagenets: A survey of English history between 1307 and 1485. 1955.
- Oxford Common Room. 1957.
- The Young Mr Wesley: A Study of John Wesley and Oxford. 1961.
- The Swiss Alps. 1961.
- John Wesley. 1964.
- Luther and the Reformation, Batsford. Londres: Methuen. 1964.
- Religion at Oxford and Cambridge. 1964.
- The Universities. 1969.
- Medieval Civilization in Western Europe. 1971.
- A History of Oxford University. 1974.
- The Commonwealth of Lincoln College 1427–1977. 1979.
- Love in a Cool Climate: The Letters of Mark Pattison and Meta Bradley 1879–1884. 1985.
- The Madness of Kings. 1993.
- A Question of Guilt: The Murder of Nancy Eaton. 1988.
- A New History of Christianity. 1996.
- The European Reformation. 1998.

### Artículos publicados
- The Lisles in their letters 32. History Today. marzo de 1982.
- The Count-Duke of Olivares: The statesman in an age of decline 36. History Today. 1986.